# Szűr Szabó József
Szűr Szabó József (névvariáns: Szűr-Szabó József) (Bosznia-Hercegovina, Goražde (Gorazda), 1902. március 4. – Budapest, 1993. augusztus 27.) Munkácsy Mihály-díjas magyar festő, grafikus, báb- és díszlettervező, karikaturista.

## Pályafutása
Az Országos Magyar Királyi Iparművészeti Iskolába, majd a Magyar Képzőművészeti Főiskolára járt, festő szakon végzett 1927-ben. A mestere Vaszary János volt. A Vaszary által alapított Új Művészek Egyesületének tagja lett. Festett és illusztrált, többek között a Pesti Hírlapban és a Magyar Nemzetben.
Karikatúrái a Mátyás Diák című élclapban, majd sok más újságban jelentek meg. 1945-ben, alapításakor a Ludas Matyi munkatársa lett, és 1989-ben onnan ment nyugdíjba. Önálló karikatúraalbuma 1964-ben jelent meg Szűr Szabó József karikatúrái címmel; a könyv előszavát Gyárfás Miklós írta. 1945 és 1958 között az Állami Bábszínház báb- és díszlettervezője volt.
1952-ben, majd 1968-ban másodszor is Munkácsy-díjat kapott. 1972-ben megkapta a Munka Érdemrend arany fokozatát, 1987-ben pedig a Magyar Népköztársaság Csillagrendjét. 1973-ban a moszkvai Karikatúrafesztiválon harmadik díjat kapott, egy Nemzetközi Karikatúra kiállításon pedig különdíjat.
Nyugdíjasként az Esti Hírlaphoz járt be. Ott elkezdte az egyiptomi falfestmények stílusában a munkatársakat felrajzolni a falra. A kétéves munkának eredménye egy nyolc méter hosszú és három méter magas pannó lett, amelyre saját magát is felrajzolta. Halála után az özvegyének sikerült ezt a képet védetté nyilváníttatnia. Az épület lebontása dacára a falat megőrizték, és jelenleg egy raktárban van.

## Díjak, elismerések
- Munkácsy Mihály-díj (1954, 1968)
- Munka Érdemrend arany fokozat (1972)
- A Moszkvai Karikatúrafesztivál III. díja
- A Magyar Népköztársaság Csillagrendje (1987)

## Báb- és díszletterveiből
- Babay József–Buday Dénes: Csodatükör (Állami Bábszínház)
- Darvas Szilárd–Gádor Béla–Bágya András: Szigorúan bizalmas (Állami Bábszínház)
- Darvas Szilárd–Gádor Béla–Bágya András: Pesti mesék (Állami Bábszínház)
- Darvas Szilárd–Gádor Béla–Vajda Albert–Kovács Dénes–Bágya András: Aki hallja, adja át! (Állami Bábszínház)
- Darvas Szilárd–Szenes Iván–Darás István: Elhajolni tilos! (Állami Bábszínház)

## Könyvillusztrációiból
- Újságrajzoló művészek könyve (1930)
- Gálffy András–Selmeci Alajos: Játékszabályok-játékvezetés (1944)
- Farkas István: A kék sugarak szigete
- Szegváry Mihály: Keraban meg a többi vasfejű
- Szarka Géza: Az osztály nem hagyja magát!
- Molnár Ignác: Mit csinál a labdarúgó, ha nem rúg? Hogyan töltse el hasznosan a labdarúgó a nyári-téli holtidényt
- Bródy Sándor: Az egri diákok (1955)
- Darvas Szilárd: Tréfás kalauz (1955) (1958)
- A békéért (1959)
- Paprika (London, 1959)
- Darvas Szilárd: Mackó pajtás elindul
- Darvas Szilárd: A csodálatos papagáj
- Tabi László: Őszintén szólva (1963)
- Tabi László: Viselt dolgaink
- Szűr Szabó József karikatúrái (1964) (önálló karikatúraalbum)
- Somogyi Pál: Pesti dekameron (1964)
- Somogyi Pál: Újabb pesti dekameron (1968)
- Kertész Magda: De az alma ugye jó volt?! (1968)
- Kertész Magda: A nők előbb jöttek le a fáról?! (1971)
- Efrájim Kishon (Kishont Ferenc): Az eszed tokja! (1986)
- Richard Armour: Évával kezdődött… (1988)

## Publikációi
- Mátyás Diák (1930–1939)
- Pesti Hírlap Vasárnapja (1932–1938)
- Nyíl (1932)
- Rakéta (1932) (1934–1937)
- Kacagó Hold (1932)
- Pesti Hírlap Nagy Naptára (1933–1937)
- Színházi Élet (1933–1938)
- Izé (1933–1938) (1946)
- Tükör (1934–1935)
- Vasárnapi Újság (1934–1935)
- Nemzeti Sport (1935)
- A Magyarság Évkönyve 1937 (1937)
- Képes Vasárnap (1937–1944)
- Képes Krónika (1939–1942)
- Mozi Újság (1942)
- Nemzeti Sport (1943–1944)
- Sport Hírlap (1943–1944)
- Színházi Magazin (1944)
- Drótkefe (1944)
- Magyar Rádió (1945)
- Ludas Matyi (1945–1989) (1996)
- Népsport (1946-1951)
- Éjféli riport (1947)
- Színház (1947)
- Dolgozók Világlapja (1947)
- Ludas Kalendárium (1947–1948)
- Szabadság (1948)
- Farsangi Mulatságok (1952–1955)
- Röplap (1954)
- Színház és Mozi (1956)
- Művelt Nép (1956)
- Béke és Szabadság (1956)
- Kirakat (1957)
- Népakarat (1957)
- Élet és Irodalom (1957–1970)
- Gondűző Kalendárium (1957)
- Ország-Világ (1957–1968)
- Népszava (1958)
- Esti Hírlap (1959–1962)
- Füles (1959)
- Anna Balaton (1960–1961)
- Film Színház (1960–1961)
- Kisalföld (1961–1963)
- Kincses Kalendárium (1962)
- Magyar Ifjúság (1961)
- Fejér Megyei Hírlap (1962–1964)
- Dolgozók Lapja (1963–1969)
- Néplap (1962)
- Képes Újság (1962)
- Tavaszi Tárlat (1962)
- Füles Évkönyv (1962)
- Új Néplap (1963–1968)
- Ludas Matyi Magazin (1963–1989)
- Nők lapja (1964–1966)
- Vidám Képes Esti Hírlap (1965)
- Plajbász és Paróka (1964–1967)
- Nyári Örömök (1965) (1974)
- Szilveszteri Esti Hírlap (1966) (1976)
- Őszi Kis Ludas (1966)
- Esti Hírlap (1966)
- Krimi Magazin (1966)
- Fejér Megyei Hírlap (1968)
- Zsákbamacska (1968) (1971)
- Napos Oldal (1968–1969) (1971)
- Groteszk (1969)
- BUÉK (1969–1974)
- Vas Népe (1963–1970)
- Kisalföld (1970) (1991–1992)
- 144 Vicc (1974)
- Majális (1973)
- Vidám Nyaralás (1974)
- Tollasbál (1975–1985)
- Csúzli (1975)
- Extra Ludas (1977) (1986)
- Humor OB. (1978)
- Tollasbál Bizalmas (1979)
- Humor VB. (1981)
- Magyar Konyha (1982)
- 1. Országos Karikatúra Biennálé (1983)
- 2. Országos Karikatúra Biennálé (1985)
- 3. Országos Karikatúra Biennálé (1987)
- Ludas Matyi Évkönyv (1987)
- Grimasz (1988)
- Új Ludas Kalendárium (1991)
- Új Ludas (1990–1992)
- Új Ludas Magazin (1991)

## Filmográfia
- Miért rosszak a magyar filmek? (1964)